# Michal Macek
Michal Macek (* 19. Januar 1981 in Příbram) ist ein ehemaliger tschechischer Fußballspieler.

## Vereinskarriere
Macek war unter anderem für Marila Příbram, FK SIAD Most, MFK Karviná, FK Chmel Blšany und FC Zenit Čáslav aktiv. Er spielte sowohl in der Ersten tschechischen Liga als auch in der Zweiten Liga. Mit Marila Příbram nahm er im Jahr 2001 am UEFA-Pokal teil. Während der Saison 2009/10 spielte er in Deutschland beim FC Oberlausitz Neugersdorf in der Sachsenliga.
In den tschechischen Jugendnationalmannschaften kam Michal Macek von der U-16 bis zur U-21 zum Einsatz. Dabei absolvierte er insgesamt 43 Länderspiele und erzielte elf Tore.